# Ryosuke Kawanabe
Ryosuke Kawanabe (川鍋 良祐 Kawanabe Ryōsuke?, nacido el 26 de febrero de 1986 en Kasukabe, Saitama) es un exfutbolista japonés. Jugaba de defensa y su último club fue el Gainare Tottori de Japón.

## Trayectoria

### Clubes
| Club                | País  | Año         |
| ------------------- | ----- | ----------- |
| Tochigi SC          | Japón | 2008        |
| Giravanz Kitakyushu | Japón | 2009 - 2012 |
| Matsumoto Yamaga FC | Japón | 2013        |
| AC Nagano Parceiro  | Japón | 2014        |
| Gainare Tottori     | Japón | 2015 - 2016 |

## Estadística de carrera

### J. League
| Club                | Año   | J. League | J. League | Copa J. League | Copa J. League | Total | Total |
| Club                | Año   | Part.     | Goles     | Part.          | Goles          | Part. | Goles |
| ------------------- | ----- | --------- | --------- | -------------- | -------------- | ----- | ----- |
| Giravanz Kitakyushu | 2010  | 19        | 0         | -              | -              | 19    | 0     |
| Giravanz Kitakyushu | 2011  | 10        | 0         | -              | -              | 10    | 0     |
| Giravanz Kitakyushu | 2012  | 16        | 0         | -              | -              | 16    | 0     |
| Matsumoto Yamaga FC | 2013  | 18        | 0         | -              | -              | 18    | 0     |
| AC Nagano Parceiro  | 2014  | 23        | 1         | -              | -              | 23    | 1     |
| Gainare Tottori     | 2015  | 27        | 1         | -              | -              | 27    | 1     |
| Gainare Tottori     | 2016  | 21        | 2         | -              | -              | 21    | 2     |
| Total               | Total | 134       | 4         | 0              | 0              | 134   | 4     |